# لاعب متعدد الاستخدامات
في الرياضة، اللاعب متعدد الاستخدامات هو الرياضي الذي يمكنه اللعب في عدة مراكز بكفاءة. تشمل الرياضات التي يستخدم فيها المصطلح غالبًا كرة القدم وكرة السلة وكرة القدم الأمريكية كرة القاعدة واتحاد الرغبي ودوري الرغبي والكرة اللينة وهوكي الجليد وكرة الماء.
اكتسب المصطلح شهرة في جميع الرياضات بسبب استخدامه في دوريات الخيال، ولكن في اتحاد الرغبي ودوري الرغبي، يستخدمه المعلقون عادةً للإشارة لتعددية مراكز اللاعب.
قد يكون استخدام هذا المصطلح لوصف لاعب في بعض الظروف مجاملة غير مباشرة، لأنه قد يشير إلى أن اللاعب ليس جيدًا بما يكفي لاعتباره متخصصًا في مركز واحد (أي أنه جاك لجميع المهن).

## كرة القدم
في كرة القدم، مثل غيرها من الرياضات، يمكن للاعب أن يلعب في عدة مراكز في الملعب.
في الوقت الحاضر، يمكن لمعظم الاعبين، وخاصة لاعبي خط الوسط، على المستوى الاحترافي أن يلعبوا في مراكز متعددة. الدور المزدوج الأكثر شيوعًا هو عندما يلعب المدافع المركزي في مركز الظهير الأيسر أو الأيمن. يحدث هذا غالبًا بسبب إصابات لاعبي الظهير الأساسيين. نظرًا لأن المدافعين المركزيين عادة ما يكونون أطول وأبطأ وأقل مهارة من الناحية الفنية في اللعب العرضي والهجومي، فإن مثل هذا التغيير في المركز غالبًا ما يكون مصحوبًا بتحول تكتيكي مصمم لضمان بقاء اللاعب في وضع دفاعي أكثر من الظهير العادي. دور مزدوج شائع آخر هو استخدام اللاعبين المهاجمين الأسرع كمهاجم أو جناح أو مزيج من الدورين - المعروف باسم "الجناح المهاجم".
تشمل الأمثلة الفرنسي إدواردو كامافينغا من ريال مدريد، لاعب خط الوسط الذي يمكنه أيضًا اللعب كظهير أيسر أو جناح. لعب الإسباني سيرجي روبيرتو في سبعة مراكز مختلفة، بما في ذلك الظهير الأيمن، وقلب الدفاع، ولاعب الوسط، والجناح، في برشلونة بين عامي 2016 و2018. كما استُخدم فيل جونز لاعب مانشستر يونايتد كظهير أيمن وقلب دفاع مع تولي أدوار خط الوسط في بعض الأحيان. كما يتمتع المدافع الآخر، بيورن بولسين من الدنمارك، بمهارة كبيرة على الجناح أو في وسط الملعب وقد نجح أيضًا في لعب دور المهاجم، خاصة عندما كانت فرقه متأخرة في النتيجة. لعب جيمس ميلنر، الذي خاض أكثر من 200 مباراة في الدوري مع ليفربول، في خط الوسط، والظهير الأيمن، والجناح وحتى المهاجم. بدأ الدولي الصيني يو داباو مسيرته كمهاجم، لكنه انتقل بين الدفاع والهجوم منذ أن تولى روغر شميت تدريب فريقه بكين غوان.
لعب إيفايلو يوردانوف ولي مككولوتش وماغنوس إيرلينغمارك وخاصة رود خوليت في العديد من الأدوار داخل الملعب، وكان الهولندي على وجه الخصوص لديه القدرة على تغيير مركزه عديد المرات في المباراة الواحدة لملء الفجوات الناجمة عن التبديلات. يُعرف الدولي الأيرلندي السابق جون أوشي باللعب في جميع المراكز خلال فترة وجوده مع مانشستر يونايتد. في زمن أقدم، كان بعض لاعبي كرة القدم يتمتعون بدرجة عالية من التنوع: لعب بيل لاسي، الذي لعب كرة القدم في الدرجة الأولى مع إيفرتون وليفربول خلال فترة ما قبل الحرب وما بين الحربين، في جميع المراكز الحادية عشر التقليدية (10 في الملعب بالإضافة إلى حارس المرمى) في مسيرته المهنية، كان جون تشارلز، اللاعب الأسطوري في موطنه ويلز ويوفنتوس الإيطالي، مهاجمًا وقلب دفاع في أيام لعبه، كما أن الفائز بكأس العالم 1966 مارتن بيترس، لعب في جميع المراكز، بما في ذلك حارس المرمى في مواقف صعبة بشكل خاص، مع وست هام يونايتد.
في كرة السيدات، هناك أمثلة بارزة مثل الصينية وانغ شانشان والأمريكية كريستال دان، وكذلك الألمانيتين سيموني لاودر وليندا بريسونيك.
كما نجح بعض اللاعبين في لعب دور حراس مرمى احتياطيين بشكل جيد، على سبيل المثال فيل جاغيلكا، ويان كولر (تدرب في الأصل كحارس مرمى قبل التحول إلى مهاجم) وكوسمين موتي. ولكن في حالة حراس المرمى الذين يلعبون كلاعبين وسط الملعب، فإن هذا نادر للغاية؛ ديفيد جيمس لمانشستر سيتي في مباراة عام 2005 ضد ميدلزبره على سبيل المثال. قد يكون بعض الحراس متخصصين في الركلات الحرة وركلات الجزاء مثل: روجيريو سيني، وخوسيه لويس تشيلافيرت، وخورخي كامبوس، لكنهم لا يشغلون دورًا مناسبًا في خط الوسط.

## كرة القاعدة

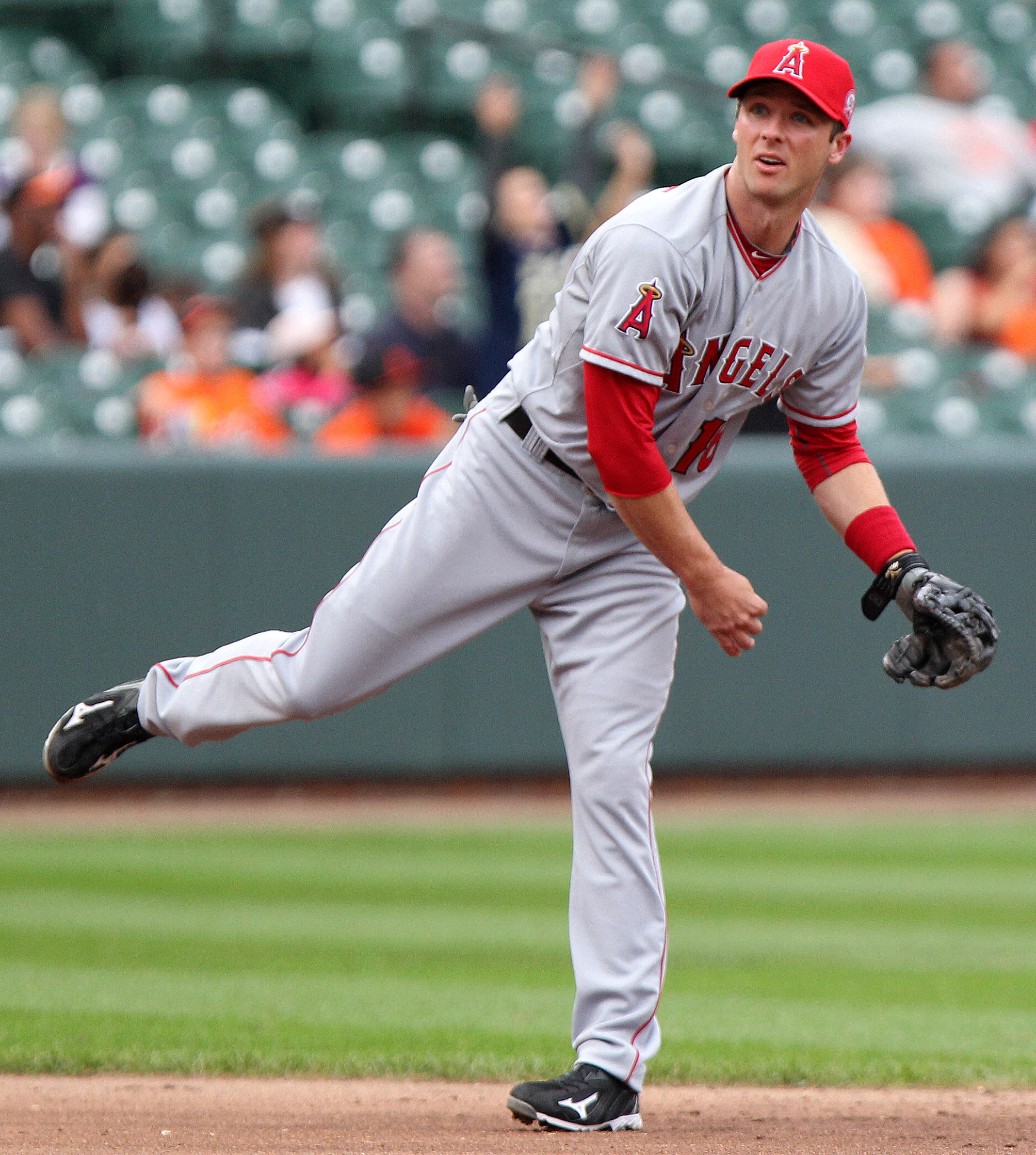
في عام 2017، أصبح أندرو رومين خامس لاعب يلعب في جميع المراكز التسعة في مباراة دوري كرة القاعدة الرئيسي.

في لعبة كرة القاعدة، اللاعب متعدد الاستخدامات هو اللاعب الذي يمكنه اللعب في عدة مراكز مختلفة. بشكل عام، كل فريق من فرق دوري كرة القاعدة الرئيسي لديه لاعب واحد على الأقل يمكن وصفه بأنه لاعب متعدد الاستخدامات.
تحتوي معظم الفرق المحترفة على نوعين من اللاعبين متعددي الاستخدامات. هناك "لاعبو وسط متعددي الاستخدامات"، الذين يلعبون عادةً في جميع مراكز الوسط (بالإضافة إلى لاعب ملتقط في بعض الأحيان). يميل لاعبو الوسط متعددي الاستخدامات أو "لاعبو الوسط الرابع" إلى لعب جميع مراكز الوسط الثلاثة في أوقات مختلفة. في بعض الأحيان، سيكون هناك لاعبون يؤدون مجموعة من المركزين. يميل لاعبو الوسط إلى أن يكونوا لاعبين يأتون من مقاعد البدلاء، على الرغم من أن هذا ليس دائمًا. غالبًا ما يتعلم اللاعبون الذين ليس لديهم احتمالات عالية ليكونوا نجومًا في الدوري الرئيسي مراكز إضافية حتى يتمكنوا من الظهور بشكل أكثر جاذبية لأندية الدوري الرئيسي كمواهب على مقاعد البدلاء.
غالبًا ما يُرى نوع ثالث من اللاعبين متعددي الاستخدامات في لعبة كرة القاعدة للشباب، وأحيانًا في لعبة كرة القاعدة الجامعية - لاعب موهوب بما يكفي كرامي ولاعب مركز للعب في كلا الدورين. لا يُستخدم مصطلح "لاعب متعدد الاستخدامات" عادةً لوصف مثل هذا الفرد، مع استخدام "لاعب ثنائي الاتجاه" بدلاً من ذلك.
نادرًا ما يكون لدى اللاعب الموهبة للعب كلا الدورين على أعلى مستوى احترافي. بدأ بيب روث مسيرته كلاعب رامٍ، لكنه أثبت أنه ضارب قوي لدرجة أنه تناوب لفترة وجيزة في الدورين حتى أصبح لاعبًا بشكل كامل. ومن الأمثلة الحالية شوهي أوتاني، الذي احتل المركز التاسع في الدوري الياباني للمحيط الهادئ كلاعب رامٍ وضارب في عام 2016، وهو ضارب معين / رامٍ مبتدئ لعب سابقًا لفريق لوس أنجلوس آنجلز لأنهايم  ويلعب حاليًا لفريق لوس أنجلوس دودجرز.

## كرة السلة
نادرًا ما يُستخدم مصطلح "لاعب متعدد الاستخدامات" في كرة السلة خارج دوريات كرة السلة الخيالية. بدلاً من ذلك؛ تستخدم كرة السلة مصطلحي "توينر" و"سونجمان" للإشارة إلى اللاعب الذي يمكنه اللعب في مركزين أو ثلاثة مراكز مختلفة، مع وجود مصطلحات أكثر تحديدًا مثل كمبو غارد، وبونت فورورد، ومركز الهجوم، واللاعب سترتش فور.

## كرة القدم الأمريكية
في كرة القدم الأمريكية، غالبًا ما يكون اللاعب متعدد الاستخدامات قادرًا على اللعب في مراكز متعددة، وغالبًا ما يلعب في الهجوم والدفاع. كان المفهوم أكثر شيوعًا في الأيام الأولى لكرة القدم، عندما استخدمت الفرق المحترفة أفضل لاعبيها بأكبر قدر ممكن من الطرق، وكانت عمليات التبديل أكثر تقييدًا، مما يعني أن اللاعبين كان عليهم البقاء في الملعب للهجوم والدفاع و"الفرق الخاصة". كان هذا يُعرف بنظام الفصيلة الواحدة.

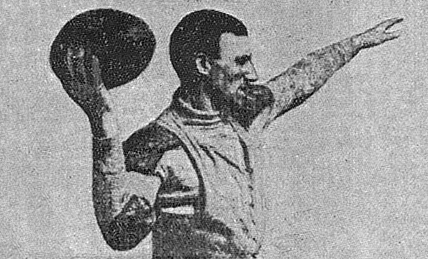
صورة فوتوغرافية تعود لعام 1907 لبرادبري روبنسون، الذي ألقى أول تمريرة قانونية للأمام وكان أول لاعب ثلاثي في هذه الرياضة

كان الرجل الثلاثي التهديد، الذي يمكنه الركض والتمرير والركل، شائعًا بشكل خاص خلال الأيام الأولى لكرة القدم منذ اختراع التمريرة الأمامية إلى عصر الحرب العالمية الثانية (على سبيل المثال، برادبري روبنسون، وتومي هيوجيت، وسامي بو، وخلال سنوات دراسته الجامعية، جون يونيتاس). رفعت معظم مستويات كرة القدم قيود الاستبدال خلال حقبة ما بعد الحرب العالمية الثانية في أواخر الأربعينيات، بدءًا من "التشكيل" (استخدام وحدات هجومية ودفاعية مختلفة) ثم الانتقال في النهاية إلى الاستبدال الحر الكامل. كان تشاك بيدناريك، لاعب الوسط والظهير، أخر لاعب بدوام كامل في دوري كرة القدم الأمريكية، بعد تقاعده في عام 1962. وعلى الرغم من ذلك، استخدم دوري كرة القدم الأمريكية في الستينيات لاعبين في مواقع متعددة بشكل متكرر، وخاصة الركلات والركلات (على سبيل المثال، جورج بلاندا، وباول ماغيري، وكوكي جيلكريست، وجينو كابيليتي، وجين مينجو، وهو لاعب الجري الذي أصبح أول لاعب أسود في كرة القدم الاحترافية الحديثة، من بين آخرين). بسبب زيادة الوعي بمخاطر الإصابة، منذ اندماج AFL-NFL، أصبح هؤلاء اللاعبون نادرين بشكل متزايد، وينتهي الأمر عادةً باللاعبين الحقيقيين إلى التخصص في مركز واحد (على سبيل المثال، لعب لين جونسون كلاعب الوسط، ولاعب الوسط الضيق، ولاعب الوسط الدفاعي، ولاعب خط الهجوم خلال الكلية ولكن تم تصنيفه على وجه التحديد كلاعب خط هجومي عندما انتقل إلى NFL، وكان لورينزو ألكسندر، الذي اكتسب سمعة بأنه "عصابة من رجل واحد" لقدرته على لعب مراكز متعددة، قد استقر كلاعب خط وسط لمعظم حياته المهنية في NFL). أولئك الذين يلعبون مراكز متعددة لأي فترة زمنية ممتدة هم في الغالب احتياطيون (مثل جويدو ميركينس وبراد سميث) أو لاعبو دوري الدرجة الصغرى (مثل دون جوناس واريك كراوتش وتشارلز بوليري). لا يزال من الشائع جدًا في المدارس الثانوية الأصغر حجمًا رؤية اللاعبين المتميزين يلعبون بطريقتين أو حتى ثلاث طرق (الهجوم والدفاع والفرق الخاصة)، في مراكز متعددة، ولكن في الكلية وكرة المحترفين، حيث تكون القوائم أكبر ومجموعة المواهب أكثر نخبوية، فإن خطر الإصابة يفوق الفوائد المحتملة.
في دوري كرة القدم الوطني، يستخدم بيل بيليشيك، المدرب السابق لفريق نيوإنغلاند بيتريوتس، اللاعبين متعددي الاستخدامات بشكل متكرر. استخدم بيليشيك لاعبي خط الوسط، بما في ذلك بريان كوكس ومايك فرابيل، كلاعبي خط هجوم، كما استخدم بيليشيك لاعبي الاستقبال العريضين (مثل تروي براون وراندي موس) كلاعبي ركن ولاعبي أمان. كما تم استخدام لاعب خط الدفاع السابق لفريق أريزونا كاردينالز وهيوستون تكسانز وجيه جيه وات في مواقع متعددة. لعب وات في مركز الظهير الضيق في حزم خط المرمى الخاصة في عام 2014، حيث استقبل ثلاث تمريرات هبوطية. لعب وات، الذي يبلغ طوله 6 أقدام و5 بوصات، في مركز الظهير الضيق في المدرسة الثانوية وسنته الجامعية الأولى في سنترال ميشيغان قبل أن يصبح لاعب دفاع بدوام كامل. وعلى نحو مماثل، لعب كايل وليامز، لاعب خط الدفاع في فريق بوفالو بيلز، بشكل محدود كظهير في أخر عامين من حياته المهنية، حيث استقبل تمريرة واندفع نحو هدف وصد آخر. اشتهر ويليام "ذا فريجر" بيري، لاعب خط الدفاع في فريق شيكاغو بيرز، باللعب كظهير وسجل هدفًا في سوبر بول العشرين.
اللاعب المؤهل للعب في مركز الظهير هو شكل خاص من أشكال اللاعبين متعددي الاستخدامات. ومن الأمثلة على هؤلاء الذين لبعوا هذا الدور بشكل خاص: جايسون بيترز، ووارن ساب، وجامبو إليوت، وميتش فريروت، وأنتوني مونيوث، وجو ستالي، ودونالد بن. وفي مثل هذه الحالة، يكون اللاعب الذي يلعب في مركز الظهير الهجومي مؤهلاً لالتقاط تمريرة أمامية. ومن الأمثلة الأخرى على نوع اللاعبين متعددي الاستخدامات لعبة خيار الظهير، حيث يؤدي الظهير الهجومي واجبات التمرير التي يقوم بها الظهير الربعي. وقد استخدم والتر بايتون، ولادينيان توملينسون، ومؤخراً ديريك هنري هذه اللعبة عدة مرات، وقد أدى هذا النوع من اللعب إلى ظهور مخطط هجومي كامل. لاحظ أنه بشكل عام، لا يُعتبر اللاعب الذي يلعب في مركز منتظم واحد بالإضافة إلى الفرق الخاصة لاعباً متعدد الاستخدامات، ولا يُعتبر لاعب الظهير الهجومي الهجين/المستقبلين الواسعين مثل ريغي بوش؛ فقط أولئك الذين يلعبون في مركزين هجوميين و/أو دفاعيين مميزين يُعتبرون كذلك، وكذلك أولئك الذين يلعبون في مركز هجومي أو دفاعي بالإضافة إلى الركل أو الركض.
"الهجوم/السلاح الهجومي" (المعروف أيضًا باسم OW) هو لاعب هجومي يمكنه لعب مراكز هجومية متعددة. يحتوي دور OW، على سبيل المثال لا الحصر، على لاعبين يمكنهم لعب الظهير الربعي والظهير الهجومي والظهير الضيق والمستقبل الواسع. كان كورديل ستيوارت أول لاعب يتم استخدامه في هذا الدور في التسعينيات، لكنه أصبح شائعًا في أوائل العقد الأول من القرن الحادي والعشرين. عندما لعب ستيوارت هذا الدور، كان يُعرف باسم دور "Slash". كان OW من Jacksonville Jaguars Denard Robinson أول من أصبح رسميًا OW. تشمل الأمثلة الحديثة لمركز OW لاعب الوسط السابق في فريق نيويورك جاينتس جو ويب، والظهير الهجومي لفريق أتلانتا فالكونز كورداريل باترسون، ولاعب الوسط في فريق نيو أورليانز سينتس تايسوم هيل. لعب ويب أيضًا في مركز المستقبل الواسع طوال مسيرته المهنية، بينما اصطف هيل في كل مركز هجومي باستثناء لاعب خط الهجوم. يلعب هيل أيضًا في فرق خاصة كمدفعي وعائد ركل.
على مدار سنوات عديدة، كانت دوريات كرة القدم في الصالات تجعل كل لاعبيها تقريبًا، باستثناء لاعبين اثنين على كل جانب (دائمًا لاعب الوسط، ومسدد (لم يكن لاعب الوسط والمسدد موجودين على أرض الملعب في نفس الوقت أبدًا) وعادةً لاعب استقبال عريض ولاعبين دفاعيين)، يلعبون على جانبي الكرة؛ وكان هذا يُعرف باسم "الرجل الحديدي". تم التخلي عن مفهوم "الرجل الحديدي" في عام 2007.
باستثناء دوري كرة القدم الأمريكية الأوروبي الذي لم يعد موجودًا الآن، فإن جميع دوريات كرة القدم الأمريكية الأوروبية تقريبًا تضم لاعبين يلعبون في الهجوم والدفاع والفرق الخاصة. وخاصةً عندما يكون عدد اللاعبين "الأمريكيين" محدودًا، فإنهم غالبًا ما يكونون في الملعب لأكبر عدد ممكن من اللقطات، سواء في الهجوم أو الدفاع.

## هوكي الجليد
في لعبة هوكي الجليد، من الشائع أن يلعب لاعبو الوسط والجناح في أي من المركزين في مواقف معينة. واعتمادًا على الحاجة، قد يستخدم الفريق لاعب وسط طبيعي على الجناح إذا كان لديهم عدد كبير جدًا من لاعبي الوسط أو، على العكس من ذلك، قد يُضطر لاعب الجناح إلى اللعب في المركز بسبب نقص اللاعبين المناسبين في تلك المنطقة. ونظرًا لتكرار لعب المهاجمين في كلا المركزين، فإن مصطلح لاعب المرافق يميل إلى الإشارة ليس إلى اللاعب الذي يلعب في أكثر من مركز مهاجم واحد، ولكن إلى اللاعب الذي يمكنه اللعب في كل من الدفاع والهجوم. وقد تستخدم الفرق لاعب الدفاع كمهاجم، أو العكس، لمجموعة متنوعة من الأسباب.
في بعض الأحيان، قد يتم الاستعانة بمدافع طبيعي يعاني في الجانب الدفاعي من اللعبة ولكنه يمتلك صفات هجومية قوية كجناح. على سبيل المثال، أثبت مارك أندريه بيرجيرون وكورتيس فوستر أنهما من المدافعين الهجوميين المتميزين الذين يجدون صعوبة في الدفاع عن منطقتهم. وبالتالي، فقد ارتديا زي المهاجمين حتى تتمكن فرقهما من الاستمرار في استخدام قدراتهما الهجومية في اللعب بقوة مع الاستمرار في استخدام المدافعين الستة القياسيين أثناء القوة المتساوية.
قد يتم أيضًا الضغط على مدافع إضافي للعب إلى الأمام في حالة الطوارئ، حيث يعاني الفريق من سلسلة من الإصابات بين مهاجميه وليس لديه الوقت لاستدعاء لاعب بديل من فريق المزرعة.
من الشائع جدًا أن تستعين الفرق بمهاجم في "النقطة" أثناء اللعب بقوة أكبر لتوفير تهديد هجومي أكبر. ورغم أن المهاجم يلعب في الدفاع في هذا الموقف، إلا أنه لا يُنظر إليه بالضرورة باعتباره لاعبًا مفيدًا حقًا.
إلى جانب بيرجيرون وفوستر، فإن المدافعين البارزين الآخرين الذين لعبوا كمهاجمين في مرحلة ما من حياتهم المهنية منهم: فيل هاوسلي وبرينت بورنس ومارك سترايت وكريستوف شوبرت ويان وايت وكريس كامبولي. ومن المهاجمين البارزين الذين لعبوا كمدافعين سيرجي فيدوروف وماثيو داندينولت وبروكس لايش وسامي كابانين.
في بعض الحالات، يقوم اللاعب بالتحول بدوام كامل من مركز إلى آخر ويختبر النجاح. أمضى لاعب قاعة مشاهير الهوكي ريد كيلي النصف الأول من حياته المهنية كمدافع هجومي لفريق ديترويت ريد وينجز قبل أن ينهي حياته المهنية كلاعب وسط قوي في الاتجاهين لفريق تورنتو مابل ليفز. كان وندل كلارك مدافعًا نجمًا في فئة الناشئين قبل التحول إلى الجناح الأيسر وإحراز أكثر من 300 هدف و500 نقطة في 15 موسمًا في دوري الهوكي الوطني. (تميل بعض فرق الهوكي للناشئين إلى وضع أفضل لاعبيها الهجوميين في الدفاع بدلاً من الهجوم، نظرًا لأن لاعبي الدفاع لديهم عمومًا المزيد من الوقت على الجليد.) داستن بايفوجلين هو مثال للاعب حالي قام بالتبديل من الهجوم إلى الدفاع بدوام كامل. جوناثان إريكسون من فريق ديترويت ريد وينجز هو مثال آخر للاعب تحول من الهجوم إلى الدفاع.
من النادر للغاية أن يلعب حراس المرمى في أي مركز آخر غير حراس المرمى؛ وبالمثل، من النادر أيضًا أن يلعب غير حراس المرمى في المرمى، بسبب الاختلاف الكبير في المهارات والمعدات المطلوبة لهذا المركز.

## دوري الرغبي
إن استخدام اللاعب متعدد الاستخدامات في دوري الرغبي أكثر اتساعًا لأنه لا يلعب اللاعب في مراكز الظهير (أو المهاجم) فحسب، بل قد يلعب البعض في مراكز المهاجم والظهير بأدوار مماثلة (على سبيل المثال، لاعب خط الوسط/الظهير)، أو حتى يلعب في العديد من المراكز المختلفة كغطاء للإصابة. يُعد لانس هوهايا مثالاً رئيسيًا على ذلك حيث لعب في ستة مراكز مختلفة خلال مسيرته في دوري الرغبي الوطني.

## اتحاد الرغبي
لاعب متعدد الاستخدامات هو مصطلح يستخدم غالبًا في نيوزيلندا. في اتحاد الرغبي، يأتي في شكل لاعب متعدد الاستخدامات في الخلف. وهو في الغالب لاعب خلفي يمكنه تغطية مركزين على الأقل. تشمل الأمثلة البارزة في نيوزيلندا: دانيال بودن ولوكي ماكاليستر وكوري جين، ولكن أستراليا لديها أيضًا العديد من لاعبي الظهير متعدد الاستخدامات مثل آدم آشلي كوبر وكورتلي بيل ومات جيتو وجيمس أوكونور. ومن الأمثلة في جنوب إفريقيا فرانسوا ستاين ويوهان جوسن. تشمل أمثلة لاعبي الظهير متعدد الاستخدامات الإنجليز أوستين هيلي، الذي لعب لإنجلترا كلاعب خط وسط، ولاعب خط وسط، وجناح، وظهير كامل، ومايك كات، الذي لعب كلاعب خط وسط، ووسط، وظهير كامل. يُعرف الفرنسيون توماس راموس وجيريمي سينزيل وداميان تريل بتنوعهم أيضًا.
وعلى الرغم من ذلك، هناك مهاجمون قادرون على تغطية مراكز متعددة. يقوم العديد من اللاعبين في الصف الخلفي من الفريق (الجناحين والرقم ثمانية) بالتبديل بين المركزين بشكل متكرر، مثل جريجوري أولدريت أو ديفيد بوكوك أو كيران ريد. قام اللاعبون البارزون في لعبة الرغبي الإنجليزية بالانتقال من الصف الخلفي إلى الخط الخلفي لأنهم يمتلكون مهارات قابلة للنقل وعادة ما يكونون أسرع وأكثر قدرة على الحركة من المجموعة، وفي كثير من الأحيان قد يكون اللاعب قادرًا أيضًا على اللعب في وضع القفل بالإضافة إلى مركز الصف الخلفي، مع العديد من الأمثلة الحديثة مثل سيباستيان شابال ومارو إتوجي وكورتني لوز وستيفن لواتوا وكاميرون ووكي، وجميعهم لديهم مؤهلات دولية في كلا الصفين من الفريق. ومع ذلك، لا ينطبق هذا الوصف أبدًا على الدعامات التي يمكنها اللعب في كلا طرفي الصف الأمامي (أي الرقمين 1 و3)، ما لم يكن لدى اللاعب القدرة على التغطية كلاعب خطاف (على سبيل المثال جون أفوا، وهو لاعب دعامة يمكنه التغطية كلاعب خطاف، أو جون سميت، لاعب خطاف في المقام الأول ولكنه أيضًا لاعب دولي في كلا مركزي الدعامة).

## الرياضات الخيالية
في لعبة البيسبول وكرة السلة الخيالية، اللاعب متعدد الاستخدامات هو لاعب (على وجه التحديد ضارب في لعبة كرة القاعدة) يجمع الإحصائيات دون أن يتم تعيينه في مركز معين. يمكن للضارب اللعب في أي مركز؛ ولا يلزم أن يكون لاعبًا متعدد الاستخدامات (على سبيل المثال، إذا كان لدى مدير لعبة خيالية اثنين من لاعبي القاعدة الأولى، فيمكنه تعيين أحدهما في مركز القاعدة الأولى والآخر في مركز متعدد الاستخدامات). وبالمثل، لا يلزم أن يكون الشخص المخصص له مركز متعدد الاستخدامات في لعبة كرة السلة الخيالية لاعبًا متوسطًا أو لاعبًا متأرجحًا.